# Izvoru Ampoiului, Alba
Izvoru Ampoiului este un sat ce aparține orașului Zlatna din județul Alba, Transilvania, România.

## Obiectiv memorial
Monumentul Eroilor Români din Primul Război Mondial. Obeliscul, cu o înălțime totală de 2,4 m, este amplasat lângă Biserica Ortodoxă, fiind ridicat în memoria Eroilor Români căzuți în Primul Război Mondial. Monumentul este realizat, în anul 1937, prin donațiile locuitorilor satului, din gresie cioplită, iar împrejmuirea este făcută cu un gard din lemn. Pe fața de sud a monumentului este inscripționat textul: „1914-1919 - EROII NEAMULUI“, urmat de înscrisurile cu numele a 26 eroi, iar pe fata de nord a monumentului este inscriptionat textul „Eroii n-au nevoi / Nevoie au de noi!”
 Acest articol despre o localitate din județul Alba este deocamdată un ciot. Puteți ajuta Wikipedia prin completarea lui.